# هيرفوي ميليتش
هيرفوي ميليتش (بالكرواتية: Hrvoje Milić)‏ هو لاعب كرة قدم كرواتي في مركز نصف الجناح، ولد في 10 مايو 1989 في أوسييك في كرواتيا. شارك مع منتخب كرواتيا لكرة القدم. أما مع النوادي، فقد لعب مع فيورنتينا ونادي إسترا 1961 ونادي روستوف ونادي نابولي ونادي يورغوردينس وهايدوك سبليت.

## وصلات خارجية
- هيرفوي ميليتش على موقع الاتحاد الدولي (مؤرشف)  (الإنجليزية)
- هيرفوي ميليتش على موقع الاتحاد الأوربي (الإنجليزية)
- هيرفوي ميليتش على موقع اتحاد كرواتيا (الكرواتية)
- هيرفوي ميليتش على موقع قاعدة بيانات كرة القدم.إي يو (الإنجليزية)
- هيرفوي ميليتش على موقع ناشيونال فوتبول تيمز (الإنجليزية)
- هيرفوي ميليتش على موقع Soccerway.com (الإنجليزية)
- هيرفوي ميليتش على موقع عالم كرة القدم.نت (الإنجليزية)
- هيرفوي ميليتش على موقع AS.com (الإسبانية)